# Kamelot
Kamelot é uma banda formada em 1991 na cidade de Tampa, Flórida, Estados Unidos, que abrange os gêneros power metal, metal progressivo e metal sinfônico. A banda é um dos principais nomes do gênero no mundo e possui 12 álbuns de estúdio lançados.

## História

### Formação e primeiros álbuns
A banda foi formada pelo guitarrista Thomas Youngblood e pelo baterista Richard Warner em 1991. Posteriormente juntaram-se ao grupo o vocalista Mark Vanderbilt, o baixista Glenn Barry, e o tecladista David Pavlicko. Com a line-up formada, e de contrato com a gravadora Noise Records, Thomas, que já tinha um bom material composto com o baterista Richard, reúne a banda e entra em estúdio para, em agosto de 1995, lançar seu primeiro disco intitulado Eternity. A crítica gosta e uma pequena turnê se segue ao lançamento do álbum. A seguir, iniciam novamente outro período de composições e gravações, e em 1996 saía Dominion, que era superior ao Eternity tanto em questão de composições quanto no conteúdo lírico. O novo petardo uniria o bom e velho metal clássico a sequências mais trabalhadas de música clássica e até jazz. A superioridade e crescente maturidade da banda eram latentes.
Após o lançamento de Dominion, o grupo se preparava para uma tour bem mais abrangente, quando infelizmente um fato bastante desconcertante se fez realidade: o baterista Richard Warner teria que trilhar caminhos diferentes do resto da banda. Quando já parecia tudo muito ruim, o vocalista Mark também teve que deixar a banda. Em 1997 o Kamelot encontrou o baterista Casey Grillo e o vocalista do Conception, Roy Khan, que foram muito mais que meros substitutos, unindo-se a banda na produção do terceiro álbum, Siege Perilous. A nova formação entrou em uma extensa turnê pela Europa no mesmo ano, somente retornando ao Gate Studio em Wolfsburg doze meses depois para o quarto álbum da banda, The Fourth Legacy. 

### Década de 2000

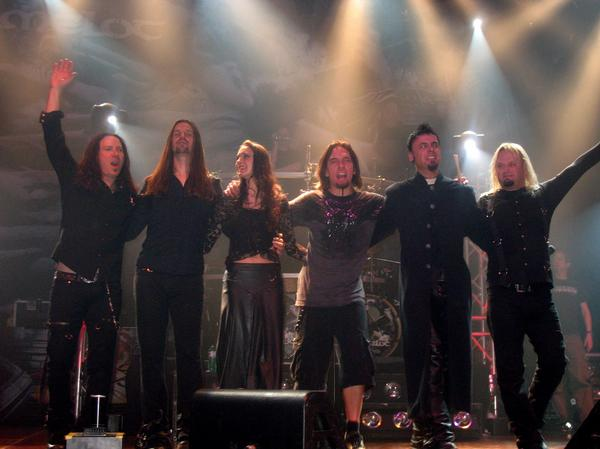
O Kamelot encerrando uma apresentação na Suiça em 2009.

No verão de 2000, o primeiro álbum ao vivo do Kamelot foi gravado durante a turnê do então recém-lançado The Fourth Legacy, que marcou o início da parceria com o produtor alemão Sasha Paeth. A turnê  levou a banda à Alemanha, Áustria, Suíça, Países Baixos, Bélgica, Itália, Grécia e Espanha. Alguns meses depois, Khan, Youngblood, Grillo e o baixista Glen Barry apresentaram seu quinto álbum de estúdio, Karma, seguindo o estilo que começou a ser moldado no trabalho anterior e que novamente levou a banda a uma nova turnê europeia. 
O álbum conceitual Epica foi lançado em 2003, seguido por outra turnê e manchetes na Europa, Japão, México e Estados Unidos, assim como em muitos festivais como atração principal, adicionando mais um excitante e épico capítulo para a história da banda. 
Dois anos após o lançamento do aclamado Epica é que o Kamelot volta a apresentar material inédito: The Black Halo é lançado em 2005 e dá continuidade à história começada no disco anterior, livremente inspirada no épico Fausto, do escritor e poeta alemão Goethe. O novo disco traz uma aura sombria em suas canções e assim como o anterior, é um grande sucesso dentro da cena metálica, sendo considerado ainda melhor. Para muitos, considerado uma verdadeira obra-prima da música, consagrando o estilo da banda com uma identidade própria, especialmente marcada pelo timbre de voz e pelo interpretação de Roy Khan. A banda chega às posições 24, 50 e 41 na Suécia, Finlândia e Japão, respectivamente. Destaques para a música March of Mephisto, que conta com a participação do vocalista Shagrath, da banda Dimmu Borgir, e de The Haunting, com Simone Simons do  Épica. 
A continuação de sua adaptação da história de Fausto sobre a batalha entre o bem e o mal que começou no álbum anterior, novamente combina a história de Goethe com a experiência da banda. O videoclipe para The Haunting e March Of Mephisto tiveram inúmeros acessos no YouTube e induziram a banda a criar seu próprio canal, chamado de KamTV, que já no início ficou entre os 10 melhores canais de música e em primeiro lugar entre os canais de Metal. Com o lançamento do álbum The Black Halo, o Kamelot deu início em turnê pela Europa, América do Norte, Japão e Brasil como banda principal, e mais em vários festivais ao redor do mundo. Após o lançamento do muito bem sucedido álbum, o Kamelot lançou seu primeiro DVD ao vivo, chamado One Cold Winter's Night, com direção da companhia Revolver Films e do mundialmente renomado diretor Patric Ullaeus. 
Em 2007 a banda lança seu oitavo álbum, o aclamado Ghost Opera. No disco a banda dá continuidade à evolução que teve início alguns lançamentos atrás. Nele o grupo aposta ainda mais na intensidade dramática de suas músicas e mais uma vez acerta em cheio. Roy Khan continua em grande forma, talvez em sua melhor forma, bem como o restante da banda, que parece estar ainda mais maduros e certos de onde querem chegar. Em Ghost Opera a banda contrapõe ainda com mais maestria o som pesado do metal com belas intervenções sinfônicas. Vale destacar as faixas Rule the World, Mourning Star, The Human Stain, EdenEcho, a balada Love You to Death e a primorosa faixa-título. O disco conseguiu as melhores colocações da banda no charts de música mundo afora, 13° no Japão, 23° no Reino Unido e na Grécia, 25° na Noruega e 29° na Suécia.
Em 2008 o álbum ganhou uma reedição com o título de Ghost Opera – Second Coming, que foi lançado com um CD bônus contendo algumas músicas ao vivo gravadas em Belgrado, além de algumas gravações que haviam sido lançadas como bônus em alguns países. O CD bônus ainda traz dois vídeos (Memento Mori em Belgrado e o clipe de The Human Stain).
Em 2010 a banda entra em estúdio para gravar seu nono álbum de inéditas, Poetry For The Poisoned, que promete ser um álbum épico.
As primeiras imagens da capa do novo álbum e a lista das canções são disponibilizadas no site oficial da banda no começo do mês de agosto.
Este novo trabalho do Kamelot estará disponível em três versões: CD normal, Digipack contendo CD + DVD (Bônus) e LP duplo em vinil, de acordo com informações do site oficial. Também é importante relatar a volta do baixista norte-americano Sean Tibbetts no final de 2009. Tibbetts integrou a banda em seu início e substituiu o baixista Glen Barry, que deixou o Kamelot por razões familiares.

### Saída de Roy Khan e chegada de Tommy Karevik
Em 20 de abril de 2011 foi oficializada a saída do vocalista Roy Khan, que segundo a banda foi devido a problemas de saúde de ordem psicológica a qual causa extrema exaustão (Síndrome de Burnout), deixando agora o posto em aberto. Com a participação de Fabio Lione (Angra e Ex Rhapsody of Fire) no vocal principal, e participações de Simone Simons e Tommy Karevik, que executaram algumas musicas em algumas apresentações, a banda realizaou uma tour mundial, a Pandemonium Over, passando por algumas das principais capitais brasileiras, Porto Alegre e São Paulo, em abril de 2011. Após a turnê realizada com vocalistas convidados a banda passou a se dedicar a composição de novas músicas para o álbum seguinte e vídeos de audições para continuar com a escolha de um novo vocalista. "Estamos bem perto de fazer uma escolha", afirma o baixista Sean Tibbetts. "Há muitos vocalistas talentosos por aí. Estamos muito focados neste assunto. Os vocais para o novo álbum serão gravados por último, como sempre. Então não precisamos de pressa para tomar uma decisão agora".
O Kamelot voltará em janeiro ao Gate Studio com o produtor Sascha Paeth para começar a nova gravação do novo álbum. A produção deverá se estender entre vários meses e contará com convidados especiais e arranjos orquestrais. "As novas músicas virão com muita melodia, variações e energia", diz Thomas Youngblood.
No dia 22 de junho de 2012, foi anunciado que o novo vocalista seria Tommy Karevik, vocalista da banda de metal progressivo Seventh Wonder. O primeiro show oficial da banda com o novo vocalista aconteceu no festival Masters of Rock, na República Checa. Em 26 de outubro de 2012 a banda lança seu décimo álbum, Silverthorn, já com novo vocalista.

## Membros
| - Thomas Youngblood – guitarra, vocais de apoio (1987–presente) - Oliver Palotai – teclados, guitarra (2005–presente) - Sean Tibbetts – baixo (1991–1992, 2009–presente) - Tommy Karevik – vocal (2012–presente) - Alex Landenburg – bateria (2019–presente) | - Rob Beck – vocal (1987–1991) - Dirk Van Tilborg – baixo, teclados (1987–1991) - Richard Warner – bateria (1987–1997) - Mark Vanderbilt – vocal (1991–1998) - David Pavlicko – teclados (1993–1998) - Glenn Barry – baixo (1992–2009) - Roy Khan – vocal (1998–2011) - Casey Grillo – bateria (1997–2018) - Johan Nunez – bateria (2018–2019) |

## Discografia
| - Eternity (1995) - Dominion (1997) - Siege Perilous (1998) - The Fourth Legacy (1999) - Karma (2001) - Epica (2003) - The Black Halo (2005) - Ghost Opera (2007) - Poetry For The Poisoned (2010) - Silverthorn (2012) - Haven (2015) - The Shadow Theory (2018) - The Awakening (2023) - Ghost Opera - The Second Coming (2008) - The Expedition (2000) - One Cold Winter's Night (2006) (CD/DVD) | - "The Haunting" (feat. Simone Simons) (2005) - "March of Mephisto" (feat. Shagrath & Jens Johansson) (2005) - "Serenade" (2005) - "Ghost Opera" (2007) - "The Human Stain" (2007) - "Rule the World" (2008) - "The Pendulous Fall" (2009) - "Love You to Death" (2009) - "The Great Pandemonium" (feat. Björn Strid) (2010) - "Hunter's Season" (feat. Gus G.) (2010) - "Necropolis" (2011) - "Sacrimony (Angel of Afterlife)" (feat. Alissa White-Gluz & Elize Ryd) (2012) - "My Confession" (feat. Eklipse) (2013) - "Falling Like the Fahrenheit" (feat. Elize Ryd & Eklipse) (2014) - "Insomnia" ( 2015 ) - "Liar Liar (Wasteland Monarchy)" (feat. Alissa White-Gluz) ( 2015 ) - "My Therapy" ( 2016 ) - "Phantom Divine (Shadow Empire)" (feat. Lauren Hart) (2018) |